# Anartia lytrea
Espèce
Anartia fatima est un insecte lépidoptère appartenant à la famille des Nymphalidae à la sous-famille des Nymphalinae et au genre Anartia.

## Dénomination
Anartia lytrea a été décrit par Jean-Baptiste Godart en 1819 sous le nom initial de Vanessa lytrea.
Synonymes : Anartia dominica Skinner, 1889; Cynthia liria Fabricius, 1938.

### Noms vernaculaires
Anartia lytrea se nomme Godart's Peacock ou Hispaniolan Peacock en anglais,. 

## Description
Anartia lytrea est un papillon d'une envergure qui varie de 62 mm à 74 mm aux bords externes festonés. Le dessus est de couleur marron avec une ligne submarginale de chevrons orange, un ocelle orange centré de marron à l'angle externe des ailes postérieures et chaque aile est barrée d'une bande blanche.

## Biologie

### Plantes hôtes
Les plantes hôtes de sa chenille sont des Lippia (Verbenaceae) à Cuba.

## Écologie et distribution
Anartia lytrea réside à Cuba, en République dominicaine, à Haïti, dans les iles de l'archipel des Keys en Floride, aux Antilles et au Surinam.

### Biotope
Il réside en zone embroussaillées, dans des maquis ou des garrigues.

### Protection
Pas de statut de protection particulier.